# Claudina Díaz
Claudina Díaz Castro (* 21. Februar 2001 in Mérida) ist eine mexikanische Leichtathletin, die sich auf den Hochsprung spezialisiert hat.

## Sportliche Laufbahn
Erste internationale Erfahrungen sammelte Claudina Díaz bei den Olympischen Jugendspielen 2018 in Buenos Aires, bei denen sie auf den zwölften Platz gelangte. Im Jahr darauf gewann sie bei den U20-Zentralamerikameisterschaften in San Salvador mit übersprungenen 1,66 m die Silbermedaille und anschließend belegte sie bei den U20-Panamerikameisterschaften in San José mit 1,70 m den sechsten Platz. 2022 gelangte sie bei den NACAC-Meisterschaften in Freeport mit 1,78 m auf den fünften Platz und im Jahr darauf wurde sie bei den Panamerikanischen Spielen in Santiago de Chile mit einer Höhe von 1,78 m Vierte. 2025 verpasste sie bei den World University Games in Bochum mit 1,71 m den Finaleinzug.
2023 wurde Díaz mexikanische Meisterin im Hochsprung.